# Peniocereus zopilotensis
Peniocereus zopilotensis är en kaktusväxtart som först beskrevs av J. Meyrán, och fick sitt nu gällande namn av Franz Buxbaum. Peniocereus zopilotensis ingår i släktet Peniocereus och familjen kaktusväxter. Inga underarter finns listade i Catalogue of Life.